# Pont de l'Amitié (Macao)
Pour les articles homonymes, voir Pont de l'Amitié.
Le pont de l'Amitié (chinois simplifié : 澳门友谊大桥 ; chinois traditionnel : 澳門友誼大橋 ; pinyin : Àomén Yǒuyì Dàqiáo ; portugais : Ponte da Amizade), aussi appelé Nouveau pont Macau-Taipa (chinois simplifié : 新澳氹大桥 ; chinois traditionnel : 新澳氹大橋 ; pinyin : Xīn Àodàng Dàqiáo), est un pont de Chine situé dans la région administrative spéciale de Macao et reliant la péninsule de Macao à l'île de Taipa.

## Histoire
Ce pont est construit pendant l'administration portugaise de Macao pour doubler le pont du gouverneur Nobre de Carvalho. 
La construction a démarré en juin 1990 et il a été ouvert à la circulation en mars 1994.

## Caractéristiques
Le pont mesure près de 3 900 mètres de longueur et il existe deux crêtes sur le pont pour permettre le passage du trafic maritime avec une hauteur du tablier qui culmine à 30 mètres au-dessus de la mer.